# 복족류
복족류(腹足類, ‘배가 발인 무리’)는 가장 큰 연체동물 하위 분류로 약 60,000~80,000여 종이 알려져 있다. 복족류는 총 611개 과로 분류되며, 이 중 202개 과는 멸종되어 화석으로만 발견된다.

## 어원
과학 문헌에서 복족류는 1795년에 Georges Cuvier에 의해 "복족류"로 기술되었다. 복족류라는 단어는 그리스어 γαστήρ ( gastḗr '위')와 πούς ( poús '발')에서 유래됐으며, 동물의 "발"이 내장 아래에 위치한다는 사실을 나타낸다.

## 다양성
모든 분류학적 수준에서 복족류는 다양한 측면에서 곤충에 이어 두 번째이다. 복족류는 명명된 연체 동물 종의 수가 가장 많다. 그러나 전체 복족류 중 수의 추정치는 인용된 출처에 따라 매우 다양하다. 복족류 종의 수는 약 85,000종(최소 50,000종, 최대 120,000종)의 이름을 가진 기술된 Mollusca 종의 수 추정치를 통해 확인할 수 있다. 그러나 설명되지 않은 종을 포함하여 연체동물의 총 수는 약 240,000종으로 추정된다. 85,000마리의 연체 동물 추정치는 24,000종의 육상 복족류를 포함하고 있다. 수생 복족류에 대한 다양한 추정치(다른 출처를 기반으로 함)는 약 30,000종의 해양 복족류와 약 5,000종의 담수 및 기수성 복족류를 제공한다. 심해 바닥의 0.0001%만이 생물학적으로 연구되었기 때문에 많은 심해 종들이 발견되어야 한다. 살아있는 민물 달팽이의 총 수는 약 4,000종이다. 최근에 멸종된 복족류 중 (1500년 이후 멸종)은 444종, 현재 야생에서는 18종이 멸종(그러나 여전히 포획되어있음)했으며 69종이 멸종 가능성이 있다. 복족류의 선사 시대(화석) 종의 수는 최소 15,000종이다. 해양 서식지에서 대륙사면과 대륙융기는 해양 복족류의 다양성이 가장 높은 반면 대륙붕과 심해 깊이는 해양 복족류의 다양성이 가장 낮다.

## 서식지
더 친숙하고 더 잘 알려진 복족류 중 일부는 육상 복족류(땅달팽이와 민달팽이)이다. 일부는 민물에 살지만 대부분의 이름이 붙은 복족류 종은 해양환경에 산다. 복족류는 가까운 북극 및 남극 지역에서 열대 지방에 이르기까지 전 세계적으로 분포한다. 그들은 거의 모든 종류의 존재에 적응했고, 거의 모든 이용 가능한 매체를 식민지화했다. 육지의 일부 산성 토양과 같이 정말 단단한 껍질을 만들 수 있는 탄산칼슘이 충분하지 않은 서식지에서는 다양한 종의 민달팽이가 발생하며, 대부분 또는 전체가 단백질인 콘키올린으로 구성된 얇고 반투명한 껍질을 가진 일부 달팽이도 있다. Sphincterochila boissieri 및 Xerocrassa seetzeni와 같은 달팽이는 사막 조건에 적응했다. 다른 달팽이는 도랑, 심해 열수 분출구 근처, 바위가 많은 해안의 쿵쾅거리는 파도, 동굴 및 기타 여러 다양한 지녁에 적응했다. 복족류는 예를 들어 새와 같은 다른 동물에 의해 실수로 한 서식지에서 다른 서식지로 옮겨질 수 있다.

## 해부
달팽이는 비틀림으로 알려진 해부학적 과정에 의해 구별되는데, 동물의 내장 덩어리는 발생하는 동안 한쪽으로 180° 회전하여 항문이 머리보다 다소 위에 위치한다. 이 과정은 별도의 현상인 쉘의 코일링과 관련이 없다. 비틀림은 모든 복족류에 존재하지만, 복족류는 이차적으로 다양한 정도로 비틀림이 없다. 비틀림은 두 단계로 발생한다. 첫 번째 기계적인 단계는 근육질이고 두 번째는 돌연변이이다. 비틀림의 영향은 주로 생리적이다. 유기체는 왼쪽에서 발생하는 대부분의 비대칭 성장을 개발한다. 이로 인해 우측 쌍부속기(예: ctenidia (빗 모양의 호흡 장치), 생식선, 신증 등)의 손실이 발생한다. 게다가 항문은 머리와 같은 공간으로 향하게 된다. 이것은 약간의 진화적 기능을 가지고 있는 것으로 추측된다. 비틀림 이전에 껍질 안으로 들어갈 때 먼저 뒤쪽 끝이 당겨진 다음 앞쪽이 당겨진다. 이제 전면을 더 쉽게 접을 수 있으며, 아마 방어적인 목적을 암시 할 것이다. 그러나 이 "회전 가설"은 복족류 맨틀 공동이 양측 맨틀 공동 세트의 한쪽에서만 시작되었다는 "비대칭 가설"에 의해 도전 받고 있다.

복족류는 일반적으로 눈이 있는 2개 또는 4개의 감각 촉수가 있는 잘 정의된 머리와 이름을 부여하는 복부 발( 그리스어 gaster, 위 및 pous, 발 )을 가지고 있다. 발의 맨 앞부분을 프로포디움이라고 한다. 그 기능은 달팽이가 기어갈 때 퇴적물을 밀어내는 것이다. 복족류의 애벌레 껍질을 프로토콘치라고 한다.

복족류의 주요 특징은 주요 기관인 비대칭이다. 이 비대칭의 본질적인 특징은 항문이 일반적으로 정중면의 한쪽에 있다는 것이다. 아가미, 오스프라디움(후각 기관), 하엽샘(또는 pallial mucous gland) 및 심장의 귓바퀴는 단일하거나 적어도 신체의 한쪽이 다른 쪽보다 더 발달되어있다. 게다가 항문과 같은 쪽에 있는 생식기 구멍이 하나뿐이다.

## 껍데기
대부분의 껍질을 벗긴 복족류는 적어도 애벌레 단계에서는 일반적으로 꼬이거나 나선형인 일체형 껍질 (예외적인 이매패류 복족류 포함)을 가지고 있다. 이 꼬인 껍질은 보통 오른쪽에서 열린다. 많은 종에는 껍데기를 닫는 다락문 역학을 하는 구멍이 있다. 이 것은 보통 뿔 같은 물질로 만들어지지만, 일부 연체동물에서는 석회질이다. 육상 민달팽이에서는 껍질이 줄어들거나 없어지고 몸이 유선형이다. 일부 복족류는 내부 입술에 두껍고 종종 넓고 볼록한 복부 캘러스 퇴적물이 있고 중력 안정성에 중요할 수 있는 구멍에 적응하기 때문에 바닥이 무거운 성체 껍질을 가지고 있다.

## 체벽
일부 바다 민달팽이는 매우 밝은 색을 띈다. 이것은 그들이 독성이 있거나 쏘는 세포를 포함할 때 경고 역할을 하거나 많은 종들이 발견되는 밝은 색의 하이드로이드, 해면 밑 해조류에서 그들을 위장하는 역학을 한다. 갯민숭달팽이 몸의 측면 파생물을 세라타라고 한다. 여기에는 게실이라고 하는 소화관의 아웃포켓이 있다.

## 하위 분류
대표적으로 달팽이, 민달팽이 등이 있으며, 고둥, 개오지, 소라, 전복, 다슬기, 우렁이 등도 여기에 속한다.

### 1997년 분류
복족강(Gastropoda) Cuvier, 1797
- 아강 분류가 불확실(Incertæ sedis)한 목
  - † Bellerophontinaka
  - † Mimospirina
- 시조복족아강(Eogastropoda) Ponder & David R. Lindberg, 1996 (이전의 전새아강)
  - † Euomphalida de Koninck 1881
  - 삿갓조개목 (Patellogastropoda) Lindberg, 1986
- 직복족아강(Orthogastropoda) Ponder & David R. Lindberg, 1996 (이전의 전새아강, 이새상목)
  - 상목 분류가 불확실(Incertæ sedis)한 목
    - † Murchisoniina Cox & Knight, 1960

  - 열수분출공 삿갓조개상목 Ponder & David R. Lindberg, 1997
    - 네옴팔루스목 (Neomphaloida) Sitnikova & Starobogatov, 1983

  - 고복족상목 (Vetigastropoda) Salvini-Plawen, 1989
  - 갈고둥상목 (Neritaemorphi) Koken, 1896
    - 고리갈고둥목 (Cyrtoneritomorpha)
    - 갈고둥목 (Neritopsina) Cox & Knight, 1960

  - 신생복족상목 (Caenogastropoda) Cox, 1960
    - 고설목 (Architaenioglossa) Haller, 1890
    - 흡강목 (Sorbeoconcha) Ponder & David R. Lindberg, 1997

  - 이새상목 (Heterobranchia) J.E. Gray, 1840
    - 이새목 (Heterostropha) P. Fischer, 1885
    - 후새목 (Opisthobranchia) Milne-Edwards, 1848
    - 유폐목 (Pulmonata) Cuvier in Blainville, 1814 (유폐류)

### 2005년 분류
복족강(Gastropoda)
- 삿갓조개류 (Patellogastropoda)
- 고복족류 (Vetigastropoda)
- 무명천흰삿갓조개류 (Cocculiniformia)
- 갈고둥류 (Neritimorpha)
  - 고리갈고둥류 (Cycloneritimorpha)
- 신생복족류 (Caenogastropoda)
  - 고설류 (Architaenioglossa)
  - 흡강류 (Sorbeoconcha)
    - 고복족류 (Hypsogastropoda)
      - 총알고둥류 (Littorinimorpha)
      - 비공식군 급익설류 (Ptenoglossa)
      - 신복족류 (Neogastropoda)
- 이새류 (Heterobranchia)
  - 비공식군 하이새류 (Lower Heterobranchia)
  - 비공식군 후새류 (Opisthobranchia)
    - 두순류 (Cephalaspidea)
    - 유각익족류 (Thecosomata)
    - 나각익족류 (Gymnosomata)
    - 무순류 (Aplysiomorpha)
    - 아코클리디움류 (Acochlidiacea)
    - 낭설류 (Sacoglossa)
    - 실린드로불라류 (Cylindrobullida)
    - 산각류 (Umbraculida)
    - 나측류 (Nudipleura)
      - 우새류 (Pleurobranchomorpha)
      - 나새류 (Nudibranchia)
        - Euctenidiacea
        - Dexiarchia
          - Pseudoeuctenidiacea
          - 지새류 (Cladobranchia)
            - 세로줄무늬갯민숭이류 (Euarminida)
            - 꽃송이갯민숭이류 (Dendronotida)
            - 큰도롱이갯민숭이류 (Aeolidida)

  - 비공식군 유폐류 (Pulmonata)
    - 비공식군 기안류 (Basommatophora)
    - 진유폐류 (Eupulmonata)
      - 수안류 (Systellommatophora)
      - 병안류 (Stylommatophora)
        - 판악류 (Elasmognatha)
        - 직수뇨관류 (Orthurethra)
        - 비공식군 곡수뇨관류 (Sigmurethra)

## 계통 분류
다음은 복족류의 계통 분류이다.

|  | 나측류                                                |
|  |                                                       |
|  | \| \| 진후새류 \| \| \| \| \| \| 범유폐류 \| \| \| \| |
|  |                                                       |
|  | 진후새류                                              |
|  |                                                       |
|  | 범유폐류                                              |
|  |                                                       |

|  | 진후새류 |
|  |          |
|  | 범유폐류 |
|  |          |

|  | 나측류                                                |
|  |                                                       |
|  | \| \| 진후새류 \| \| \| \| \| \| 범유폐류 \| \| \| \| |
|  |                                                       |
|  | 진후새류                                              |
|  |                                                       |
|  | 범유폐류                                              |
|  |                                                       |

|  | 진후새류 |
|  |          |
|  | 범유폐류 |
|  |          |

|  | 나측류                                                |
|  |                                                       |
|  | \| \| 진후새류 \| \| \| \| \| \| 범유폐류 \| \| \| \| |
|  |                                                       |
|  | 진후새류                                              |
|  |                                                       |
|  | 범유폐류                                              |
|  |                                                       |

|  | 진후새류 |
|  |          |
|  | 범유폐류 |
|  |          |

|  | 나측류                                                |
|  |                                                       |
|  | \| \| 진후새류 \| \| \| \| \| \| 범유폐류 \| \| \| \| |
|  |                                                       |
|  | 진후새류                                              |
|  |                                                       |
|  | 범유폐류                                              |
|  |                                                       |

|  | 진후새류 |
|  |          |
|  | 범유폐류 |
|  |          |

|  | 나측류                                                |
|  |                                                       |
|  | \| \| 진후새류 \| \| \| \| \| \| 범유폐류 \| \| \| \| |
|  |                                                       |
|  | 진후새류                                              |
|  |                                                       |
|  | 범유폐류                                              |
|  |                                                       |

|  | 진후새류 |
|  |          |
|  | 범유폐류 |
|  |          |

|  | 나측류                                                |
|  |                                                       |
|  | \| \| 진후새류 \| \| \| \| \| \| 범유폐류 \| \| \| \| |
|  |                                                       |
|  | 진후새류                                              |
|  |                                                       |
|  | 범유폐류                                              |
|  |                                                       |

|  | 진후새류 |
|  |          |
|  | 범유폐류 |
|  |          |

|  | 나측류                                                |
|  |                                                       |
|  | \| \| 진후새류 \| \| \| \| \| \| 범유폐류 \| \| \| \| |
|  |                                                       |
|  | 진후새류                                              |
|  |                                                       |
|  | 범유폐류                                              |
|  |                                                       |

|  | 진후새류 |
|  |          |
|  | 범유폐류 |
|  |          |

|  | 나측류                                                |
|  |                                                       |
|  | \| \| 진후새류 \| \| \| \| \| \| 범유폐류 \| \| \| \| |
|  |                                                       |
|  | 진후새류                                              |
|  |                                                       |
|  | 범유폐류                                              |
|  |                                                       |

|  | 진후새류 |
|  |          |
|  | 범유폐류 |
|  |          |

|  | 나측류                                                |
|  |                                                       |
|  | \| \| 진후새류 \| \| \| \| \| \| 범유폐류 \| \| \| \| |
|  |                                                       |
|  | 진후새류                                              |
|  |                                                       |
|  | 범유폐류                                              |
|  |                                                       |

|  | 진후새류 |
|  |          |
|  | 범유폐류 |
|  |          |

|  | 나측류                                                |
|  |                                                       |
|  | \| \| 진후새류 \| \| \| \| \| \| 범유폐류 \| \| \| \| |
|  |                                                       |
|  | 진후새류                                              |
|  |                                                       |
|  | 범유폐류                                              |
|  |                                                       |

|  | 진후새류 |
|  |          |
|  | 범유폐류 |
|  |          |

|  | 나측류                                                |
|  |                                                       |
|  | \| \| 진후새류 \| \| \| \| \| \| 범유폐류 \| \| \| \| |
|  |                                                       |
|  | 진후새류                                              |
|  |                                                       |
|  | 범유폐류                                              |
|  |                                                       |

|  | 진후새류 |
|  |          |
|  | 범유폐류 |
|  |          |

|  | 나측류                                                |
|  |                                                       |
|  | \| \| 진후새류 \| \| \| \| \| \| 범유폐류 \| \| \| \| |
|  |                                                       |
|  | 진후새류                                              |
|  |                                                       |
|  | 범유폐류                                              |
|  |                                                       |

|  | 진후새류 |
|  |          |
|  | 범유폐류 |
|  |          |

|  | 나측류                                                |
|  |                                                       |
|  | \| \| 진후새류 \| \| \| \| \| \| 범유폐류 \| \| \| \| |
|  |                                                       |
|  | 진후새류                                              |
|  |                                                       |
|  | 범유폐류                                              |
|  |                                                       |

|  | 진후새류 |
|  |          |
|  | 범유폐류 |
|  |          |

|  | 나측류                                                |
|  |                                                       |
|  | \| \| 진후새류 \| \| \| \| \| \| 범유폐류 \| \| \| \| |
|  |                                                       |
|  | 진후새류                                              |
|  |                                                       |
|  | 범유폐류                                              |
|  |                                                       |

|  | 진후새류 |
|  |          |
|  | 범유폐류 |
|  |          |

|  | 나측류                                                |
|  |                                                       |
|  | \| \| 진후새류 \| \| \| \| \| \| 범유폐류 \| \| \| \| |
|  |                                                       |
|  | 진후새류                                              |
|  |                                                       |
|  | 범유폐류                                              |
|  |                                                       |

|  | 진후새류 |
|  |          |
|  | 범유폐류 |
|  |          |

|  | 나측류                                                |
|  |                                                       |
|  | \| \| 진후새류 \| \| \| \| \| \| 범유폐류 \| \| \| \| |
|  |                                                       |
|  | 진후새류                                              |
|  |                                                       |
|  | 범유폐류                                              |
|  |                                                       |

|  | 진후새류 |
|  |          |
|  | 범유폐류 |
|  |          |

|  | 나측류                                                |
|  |                                                       |
|  | \| \| 진후새류 \| \| \| \| \| \| 범유폐류 \| \| \| \| |
|  |                                                       |
|  | 진후새류                                              |
|  |                                                       |
|  | 범유폐류                                              |
|  |                                                       |

|  | 진후새류 |
|  |          |
|  | 범유폐류 |
|  |          |

|  | 나측류                                                |
|  |                                                       |
|  | \| \| 진후새류 \| \| \| \| \| \| 범유폐류 \| \| \| \| |
|  |                                                       |
|  | 진후새류                                              |
|  |                                                       |
|  | 범유폐류                                              |
|  |                                                       |

|  | 진후새류 |
|  |          |
|  | 범유폐류 |
|  |          |

|  | 나측류                                                |
|  |                                                       |
|  | \| \| 진후새류 \| \| \| \| \| \| 범유폐류 \| \| \| \| |
|  |                                                       |
|  | 진후새류                                              |
|  |                                                       |
|  | 범유폐류                                              |
|  |                                                       |

|  | 진후새류 |
|  |          |
|  | 범유폐류 |
|  |          |

|  | 나측류                                                |
|  |                                                       |
|  | \| \| 진후새류 \| \| \| \| \| \| 범유폐류 \| \| \| \| |
|  |                                                       |
|  | 진후새류                                              |
|  |                                                       |
|  | 범유폐류                                              |
|  |                                                       |

|  | 진후새류 |
|  |          |
|  | 범유폐류 |
|  |          |

|  | 나측류                                                |
|  |                                                       |
|  | \| \| 진후새류 \| \| \| \| \| \| 범유폐류 \| \| \| \| |
|  |                                                       |
|  | 진후새류                                              |
|  |                                                       |
|  | 범유폐류                                              |
|  |                                                       |

|  | 진후새류 |
|  |          |
|  | 범유폐류 |
|  |          |

|  | 나측류                                                |
|  |                                                       |
|  | \| \| 진후새류 \| \| \| \| \| \| 범유폐류 \| \| \| \| |
|  |                                                       |
|  | 진후새류                                              |
|  |                                                       |
|  | 범유폐류                                              |
|  |                                                       |

|  | 진후새류 |
|  |          |
|  | 범유폐류 |
|  |          |

|  | 나측류                                                |
|  |                                                       |
|  | \| \| 진후새류 \| \| \| \| \| \| 범유폐류 \| \| \| \| |
|  |                                                       |
|  | 진후새류                                              |
|  |                                                       |
|  | 범유폐류                                              |
|  |                                                       |

|  | 진후새류 |
|  |          |
|  | 범유폐류 |
|  |          |

|  | 나측류                                                |
|  |                                                       |
|  | \| \| 진후새류 \| \| \| \| \| \| 범유폐류 \| \| \| \| |
|  |                                                       |
|  | 진후새류                                              |
|  |                                                       |
|  | 범유폐류                                              |
|  |                                                       |

|  | 진후새류 |
|  |          |
|  | 범유폐류 |
|  |          |

|  | 나측류                                                |
|  |                                                       |
|  | \| \| 진후새류 \| \| \| \| \| \| 범유폐류 \| \| \| \| |
|  |                                                       |
|  | 진후새류                                              |
|  |                                                       |
|  | 범유폐류                                              |
|  |                                                       |

|  | 진후새류 |
|  |          |
|  | 범유폐류 |
|  |          |

|  | 나측류                                                |
|  |                                                       |
|  | \| \| 진후새류 \| \| \| \| \| \| 범유폐류 \| \| \| \| |
|  |                                                       |
|  | 진후새류                                              |
|  |                                                       |
|  | 범유폐류                                              |
|  |                                                       |

|  | 진후새류 |
|  |          |
|  | 범유폐류 |
|  |          |

|  | 나측류                                                |
|  |                                                       |
|  | \| \| 진후새류 \| \| \| \| \| \| 범유폐류 \| \| \| \| |
|  |                                                       |
|  | 진후새류                                              |
|  |                                                       |
|  | 범유폐류                                              |
|  |                                                       |

|  | 진후새류 |
|  |          |
|  | 범유폐류 |
|  |          |

|  | 나측류                                                |
|  |                                                       |
|  | \| \| 진후새류 \| \| \| \| \| \| 범유폐류 \| \| \| \| |
|  |                                                       |
|  | 진후새류                                              |
|  |                                                       |
|  | 범유폐류                                              |
|  |                                                       |

|  | 진후새류 |
|  |          |
|  | 범유폐류 |
|  |          |

|  | 나측류                                                |
|  |                                                       |
|  | \| \| 진후새류 \| \| \| \| \| \| 범유폐류 \| \| \| \| |
|  |                                                       |
|  | 진후새류                                              |
|  |                                                       |
|  | 범유폐류                                              |
|  |                                                       |

|  | 진후새류 |
|  |          |
|  | 범유폐류 |
|  |          |

|  | 나측류                                                |
|  |                                                       |
|  | \| \| 진후새류 \| \| \| \| \| \| 범유폐류 \| \| \| \| |
|  |                                                       |
|  | 진후새류                                              |
|  |                                                       |
|  | 범유폐류                                              |
|  |                                                       |

|  | 진후새류 |
|  |          |
|  | 범유폐류 |
|  |          |

|  | 나측류                                                |
|  |                                                       |
|  | \| \| 진후새류 \| \| \| \| \| \| 범유폐류 \| \| \| \| |
|  |                                                       |
|  | 진후새류                                              |
|  |                                                       |
|  | 범유폐류                                              |
|  |                                                       |

|  | 진후새류 |
|  |          |
|  | 범유폐류 |
|  |          |

|  | 나측류                                                |
|  |                                                       |
|  | \| \| 진후새류 \| \| \| \| \| \| 범유폐류 \| \| \| \| |
|  |                                                       |
|  | 진후새류                                              |
|  |                                                       |
|  | 범유폐류                                              |
|  |                                                       |

|  | 진후새류 |
|  |          |
|  | 범유폐류 |
|  |          |